# Pink Sparkle
Pink Sparkle е третият EP албум на австралийската певица Кайли Миноуг.

## Списък с песните
1. Can't Beat the Feeling – 4:10
2. Go Hard or Go Home – 3:43
3. Boombox/Can't Get You Out of My Head (На живо от Ню Йорк) – 5:03
4. Speakerphone (На живо от Ню Йорк) – 4:46
5. I Believe in You (На живо от Ню Йорк) – 3:03